# LF Frontroute
De LF Frontroute 14-18 is een LF-icoonroute in Vlaanderen. De route werd in 2021 geopend en loopt van Nieuwpoort via Diksmuide, en Ieper naar Mesen en is 181 km. lang. De route is 100 kilometer lang en is bewegwijzerd met rechthoekige bordjes. De route is in twee richtingen bewegwijzerd. De bordjes hangen onder de borden van het fietsroutenetwerk.

## Traject
De route doorkruist de provincie West-Vlaanderen. In Nieuwpoort-Bad bij de IJzermonding sluit de route aan op de EuroVelo EV4 Midden-Europaroute, de EuroVelo EV12 Noordzeefietsroute, de LF Vlaanderenroute en de LF Kustroute. Het gehele traject loopt ze parallel aan de LF Vlaanderenroute. Nabij Wijtschate bij de Spanbroekmolenkrater sluit de LF Heuvelroute aan. In Mesen kan verder gefietst worden via de LF Vlaanderenroute of de LF Heuvelroute. Vlak voor Wijtschate beklimt de route de Helling van Wijtschate.
De route volgt het front uit de Eerste Wereldoorlog door de Westhoek. Na de IJzermonding waar de IJzer uitkomt in de Noordzee voert de route naar Nieuwpoort. Hier komt de route langs het sluizencomplex Ganzepoot - dat een belangrijke rol speelde in de Eerste Wereldoorlog - en het Koning Albert I-monument. De route volgt een deel van de Frontzate. Bij Diksmuide komt de route voorbij de Dodengang en de IJzertoren. De route volgt tot Fort Knokke de IJzer en gaat door Drie Grachten waar het Kanaal Ieper-IJzer, de Ieperlee en de Martjesvaart samenkomen. Bij Langemark gaat de route een klein deel over de Vrijbosroute, nu een fietspad tussen Kortemark en het Kanaal Ieper-IJzer. Nabij Passendale gaat de route langs het Tyne Cot Cemetery. Bij Zonnebeke wordt een deel van de Stroroute gevolgd. Via het Passchendaele Museum, het Hooge Crater Museum, Hill 62, de Gasthuisbossen, Hill 60 en de Palingbeek gaat het naar Ieper. In Ieper loopt de routa langs de Menenpoort en de Lakenhalle van Ieper waarin het In Flanders Fields Museum is gevestigd. De route volgt een stuk van het Kanaal Ieper-Komen en gaat langs het Bayernwald naar de Spanbroekmolenkrater. In eindpunt Mesen zijn diverse herinneringen aan de Eerste Wereldoorlog te zien.

## Aansluitingen met Europese routes
- In Nieuwpoort-Bad sluit de route aan op de EuroVelo EV4 en de EuroVelo EV12 (North Sea Cycle Route).

## Aansluitingen met andere icoonroutes
- In Nieuwvliet-Bad sluit de route aan op de LF Kustroute.
- Het gehele traject loopt de route parallel met de LF Vlaanderenroute.
- In Wijtschate sluit de route aan op de LF Heuvelroute, deze loopt parallel met de route tussen Wijtschate en Mesen.

## Aansluitingen met regionale routes
- Op elk willekeurig punt kan gebruik worden gemaakt van het fietsroutenetwerk ter plaatse.
- In Nieuwpoort-Bad kan de roze lus van de Vive le vélo fietsroutes opgepakt worden.
- In Diksmuide kunnen alle lussen van de Vive le vélo fietsroutes opgepakt worden.
- In Ieper kan de blauwe lus van de Gent-Wevelgemroute opgepakt worden.
- In Wulvergem kan de Hellingenroute Heuvelland opgepakt worden.
- In Mesen kan de rode lus van de Gent-Wevelgemroute opgepakt worden.